# Аль-Фатх
Аль-Фатх (араб. الفتح — Победа) — сорок восьмая сура Корана. Сура мединская.  Состоит из 29 аятов.

## Содержание
Сура начинается с рассказа о явной победе, достичь которую Аллах помог своему посланнику, о её огромном значении в распространении ислама, возвышении мусульман, усилении их мощи и о том, что Аллах укрепил веру в сердцах верующих, ниспослав в них спокойствие и покой.
Потом в суре идет речь о присяге посланнику Аллаха тех, кто уверовал и был лоялен и верен ему. Сура раскрывает ложную сущность оправданий и извинений тех, кто остался дома, не выступив в поход с посланником, показав, что они остались дома, полагая, что Аллах не поможет ему и не дарует ему победы, и порицает их за то, что они попросили разрешения направиться с посланником забрать добычу. Затем в суре говорится о том, что их призовут на войну против грозных, могущественных людей и что не будет греха и упрека за неучастие в сражении тем, у кого есть убедительное оправдание. Сура также указывает на великое благо и награду, которые Аллах обещал присягнувшим посланнику у Худайбийи.
В суре упоминаются приметы, по которым можно узнать верующих, и их свойства, приведенные в Торе и в Евангелии. Аллах обещал тем, которые уверовали и совершали праведные деяния, великое прощение и большую награду.

 Воистину, Мы даровали тебе явную победу, ۝ чтобы Аллах простил тебе грехи, которые были прежде и которые будут впоследствии, чтобы Он довёл до конца Свою милость к тебе и провел тебя прямым путём ۝ и чтобы Аллах оказал тебе великую помощь. ۝ Он - Тот, Кто ниспослал покой в сердца верующих, чтобы их вера увеличилась. Аллаху принадлежит воинство небес и земли. Аллах - Знающий, Мудрый. ۝ И чтобы ввести верующих мужчин и верующих женщин в Райские сады, в которых текут реки, где они пребудут вечно, и чтобы простить им их злодеяния. Это перед Аллахом является великим преуспеянием. ۝ И чтобы подвергнуть мучениям лицемеров и лицемерок, многобожников и многобожниц, думающих об Аллахе дурное. Их постигнут превратности судьбы. Аллах разгневался на них, проклял их и приготовил для них Геенну. Как же скверно это место прибытия! ۝ Аллаху принадлежит воинство небес и земли, и Аллах - Могущественный, Мудрый. 
—  48:1—7 (Кулиев)